# Sisters Aroma
Sister's Aroma — українська компанія, бренд доглядової косметики.

## Історія
Бренд Sister's Aroma заснований в серпні 2018 року сестрами Юлією та Дариною Бурковськими у Києві. До створення власного бренду сестри певний час працювали дистриб'юторами та торговими представниками косметики та парфумерії. Згодом в них виникла ідея створення власного виробництва.
У 2019 році бренд вийшов на міжнародний ринок.
У 2020 році, під час пандемії коронавірусу, бренд випустив парфумовані санітайзери.
Компанія представлена у 18 містах України. 36 магазинів Sister's Aroma розташовані в Україні, 16 — в інших країнах.
Незважаючи на українсько-російську війну аж до початку повномасштабного вторгнення працювали з Росією. Після 24 лютого 2022 компанія припинала поставки в Росію, та почала підтримувати українську армію коштами. Зокрема компанія увійшла у список найбільших донорів Народного Байрактара.
Подальшу присутність товарів бренду на російському ринку в компанії пояснюють «неможливістю проконтролювати спекулятивні продажі».
Оборот компанія внаслідок війни впав у 30 разів.
Після російського вторгнення в Україну, компанія почала експорт продукції в Казахстан. У планах також Польща та ринок ЄС.

## Продукція
Бренд займається виготовленням доглядової косметики. До асортименту Sister's Aroma входять лосьйони для тіла, креми для рук (виробляються з 2020 року), сонцезахисні креми, гелі для душу, інтимні гелі, лосьйони для тіла travel версія, рідке мило (2021).
З 2020 року бренд займається створенням екосвічок з соєвого воску.
Окрім того, компанія створює санітайзери, аромадифузори (5 позицій), аромати для дому (30 позицій), нішеві парфуми (40 позицій) та парфуми для автомобілів.
Продукція Sister's Aroma містить інгредієнти, сертифіковані Ecocert і Cosmos, які підтверджують відповідність європейським стандартам.
У серпні 2022 року бренд вивів на ринок лімітовану колекцію крему для рук з дизайном від Маші Реви.